# Juan Ortiz Úrculo
Juan Cesáreo Ortiz Úrculo (Bilbao, 25 de maig de 1939) és un jurista i professor universitari espanyol. Va ocupar el càrrec de Fiscal General de l'Estat, durant vuit mesos, entre 1996 i 1997.

## Trajectòria

### Inicis
Va néixer el 25 de maig de 1939 a la ciutat de Bilbao, sent fill de Victoriano Ortiz Gez-Coronado, que va ser magistrat i president de l'Audiència Territorial d'Oviedo. Llicenciat i doctorat en Dret per la Universitat Complutense de Madrid, va accedir a la carrera judicial l'any 1967 (promoció 13a.), optant per exercir de fiscal. Als inicis, fou destimat a l'Audiència (avui en dia, Tribunals Superiors de Justícia) de Bilbao i, posteriorment, va passar a l'Audiència de Barcelona. Entre 1975 i 1984 va ser fiscal de l'Audiència Territorial de Madrid. Paral·lelament, l'any 1977 va ser nomenat Inspector General de Serveis del Ministeri d'Educació d'Espanya, durant sis mesos, al primer govern de la monarquia postfranquista, realitzant com a únic treball la instrucció de dos expedients. L'any 1982 el Fiscal General de l'Estat el va enviar a París per a realitzar un curs a l'Escola de la Magistratura Francesa. També va ser president de l'Associació de Fiscals entre 1989 i 1996.

### Fiscal davant del TC (1984-1996)
L'any 1984 va obtenir la destinació de fiscal davant del Tribunal Constitucional, en el que hi va romandre fins a l'any 1996.

### Fiscal General de l'Estat (1996-1997)
El 6 de setembre de 1996 va ser nomenat Fiscal General de l'Estat pel govern de José María Aznar, càrrec en el qual va romandre fins al 16 de maig de 1997, data en la qual va presentar la dimissió. Després d'haver marxat, va tornar a la seva destinació de Fiscal davant el Tribunal Constitucional.
Durant el seu mandat es va desencadenar una crisi en l'Audiència Nacional espanyola pel cessament del fiscal en cap, José Aranda, després d'una inspecció en la fiscalia. Aranda va suportar durant anys la insubordinació de quatre fiscals oposats a la presentació d'una querella contra el banquer Mario Conde pel cas Banesto. La recerca oberta per l'inspector en cap, Juan José Martínez Zato, va confirmar les sospites de la fiscalia i, a més, va revelar pràctiques poc professionals. Finalment, la recerca va evidenciar que la fiscal Márquez de Prado va ocultar una prova pericial no aportada en un sumari. La recerca va derivar en l'obertura d'expedients als fiscals Eduardo Fungairiño, María Dolores Márquez de Prado, Ignacio Gordillo i Pedro Rubira, anomenats els «indomables».

### Fiscal davant del TC (1997-2009)
L'any 1997 va accedir al càrrec de Fiscal de Sala i Cap de la Fiscalia Especial per a la Prevenció i Repressió del Tràfic Il·legal de Drogues, en la qual va romandre fins a l'any 2000. A partir d'aquell any i fins al 2009 va ser Fiscal en Cap de la Fiscalia davant el Tribunal Constitucional, per accedir posteriorment al lliure exercici de l'advocacia.

### Docència
Com a professor, va impartir Dret Penal a la Universitat de Deusto, situada a Bilbao, entre els cursos 1971-1975. A més, va ser professor ajudant de Dret Mercantil a la Universitat Autònoma de Madrid entre 1975 i 1976, professor de la Universitat Pontifícia de Comillas entre els cursos 1987 i 1994, així com va impartir docència al Centre d'Estudis Universitaris (CEU) de Madrid entre els cursos 1979 i 1981. A més a més va ser professor ajudant i encarregat de curs al Departament de Dret Penal de la Universitat Autònoma de Madrid des de 1977, continuant després com a professor associat fins a 1999. En aquesta Universitat va intervenir en diversos seminaris de la seva especialitat. També va ser professor de l'Escola Judicial en dos períodes (1982-1985 i 2001-2005).